# عبد الحميد الخطي
عبد الحميد بن علي بن مهدي بن كاظم الخنيزي القطيفي (ولد في 20 أغسطس 1913 في القطيف، توفي في 8 أبريل 2001 فيها)، فقيه شيعي إثنا عشري وقاضي جعفري وشاعر من السعودية.

## حياته الشخصية
نشأ في القطيف وبدأ دراسته في الكتاب كما هي العادة لتعلم القرآن ثم متوجهاً إلى مدينة النجف في العراق لمواصلة دراسته الدينية وأكمل هناك المقدمات والسطوح ثم حضر البحث الخارج وذلك على يد السيد حسين الحمامي والشيخ عبد الكريم الزنجاني. نال إجازة في الفقه والقضاء من مراجع الدين؛ الشيخ محمد حسين كاشف الغطاء والشيخ محمد رضا آل ياسين والسيد محسن الحكيم والسيد الخوئي والسيد الشاهرودي والسيد عبد الله الشيرازي والسيد محمد باقر الصدر.
لعبد الحميد العديد من الدواوين الشعرية والمؤلفات الأدبية وله العديد من المخطوطات الأدبية المطبوعة وهي: من وحي الثلاثين واللحن الحزين ومن كل حقل زهرة وخاطرات الخطي ومعركة النور مع الظلام.

## الاشتغال بالقضاء
عاد من النجف إلى القطيف عام 1944 ومارس التدريس حتى تم اختياره في 14 صفر عام 1395هـ (1973م) قاضياً في محكمة الأوقاف والمواريث، خلفاً للقاضي الشيخ محمد صالح المبارك.

## وفاته
توفي في 9 أبريل 2001 ـ وذلك بعد اشتداد مرض السرطان في الكبد عليه، ودفن في جنازة كبيرة في مقبرة الخباقة.